# Kulilu Cavus
Il Kulilu Cavus è una depressione presente sulla superficie di Tritone, il principale satellite naturale di Nettuno; il suo nome deriva da quello di Kulilu, uno spirito distruttivo con le sembianze di un uomo-pesce secondo la mitologia babilonese.